# Anemone vesicatoria
Anemone vesicatoria är en ranunkelväxtart. Anemone vesicatoria ingår i släktet sippor, och familjen ranunkelväxter.

## Underarter
Arten delas in i följande underarter:
- A. v. grossa
- A. v. humilis
- A. v. vesicatoria